# Ein Glücklicher

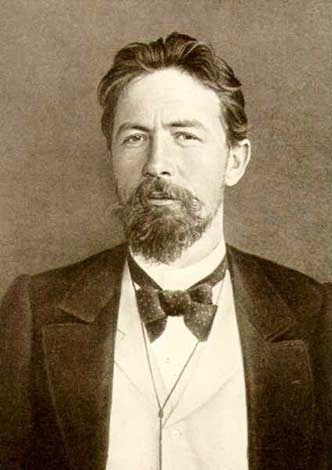
Anton Tschechow

Ein Glücklicher, auch Der Glückspilz (russisch Счастливчик, Stschastliwtschik), ist eine Erzählung des russischen Schriftstellers Anton Tschechow, die am 5. Mai 1886 in der Peterburgskaja gaseta erschien. Zu Lebzeiten des Autors wurde der Text ins Bulgarische, Deutsche, Polnische, Serbokroatische, Tschechische und Ungarische übertragen.

## Handlung
Auf dem Bahnhof Bologoje der Nikolai-Bahn springt ein sonderbarer Herr auf einen der Wagen 2. Klasse des anfahrenden Zuges. Dieser Iwan Alexejewitsch wird von dem Passagier Pjotr Petrowitsch im Raucher-Abteil freudestrahlend erkannt. Iwan Alexejewitsch gibt, immer noch verwundert über den falschen Wagen, in dem er gelandet ist, seine Geschichte zum Besten. Der auf der Hochzeitsreise befindliche frischgebackene Ehemann hat im Bahnhofsrestaurant nur einen Kognak getrunken und seine Angetraute im Abteil des nach dem sonnigen Süden fahrenden Zuges sitzenlassen. Iwan Alexejewitsch wird von den lachenden Männern im Abteil belehrt, dieser Zug fährt in den Norden nach Petersburg.
Gutmütig wird der Reisende ins Bild gesetzt, wie sein Fehler am geeigneten nächsten Haltepunkt korrigierbar sei. Jemine – die Reisekasse hat die bessere Ehehälfte in Verwahrung. Macht nichts. Man sammelt im Abteil die erforderliche Summe Geldes.

## Adaption
- Februar 2004, Sankt Petersburg, Aufführung im Theater Russkaja antreprisa[2] nach Motiven der Erzählung.[3]

## Deutschsprachige Ausgaben
- Gerhard Dick (Hrsg.), Wolf Düwel (Hrsg.): Anton Tschechow: Gesammelte Werke in Einzelbänden: Der Glückspilz. S. 532–539 in: Gerhard Dick (Hrsg.): Anton Tschechow: Vom Regen in die Traufe. Kurzgeschichten. Aus dem Russischen übersetzt von Ada Knipper und Gerhard Dick. Mit einem Vorwort von Wolf Düwel. 630 Seiten. Rütten & Loening, Berlin 1964 (1. Aufl.)[4]

### Verwendete Ausgabe
- Ein Glücklicher. Deutsch von Hermann Röhl[5]. S. 25–32 in Marga Erb (Hrsg.): Anton P. Tschechow: Aus den Notizen eines Jähzornigen. Erzählungen. 412 Seiten. Reclam, Leipzig 1972, ohne ISBN